# Arkońskie-Niemierzyn
Arkońskie-Niemierzyn – osiedle administracyjne Szczecina, będące jednostką pomocniczą miasta, położone w rejonie Zachód.
Według danych z 26 kwietnia 2015 w osiedlu na pobyt stały zameldowanych było 11 288 osób.
Osiedle tworzą części: Niemierzyn i Osiedle Arkońskie.

## Osiedle Arkońskie
Osiedle mieszkaniowe powstawałe w latach 70. i 80., kiedy to nastąpił dynamiczny rozwój budownictwa mieszkaniowego wznoszonego z tzw. wielkiej płyty. Głównymi projektantami osiedla byli: Tadeusz Łyżwa i Jacek Przybylski. Znajduje się ono w obrębie ulic F. Chopina, Wiosny Ludów i Zakole.
Podstawą komunikacji są linie autobusowe 51, 78, 92 oraz linia pośpieszna B.

## Samorząd mieszkańców
Samorząd osiedla Arkońskie-Niemierzyn został ustanowiony w 1990 roku. Rada Osiedla Arkońskie-Niemierzyn liczy 15 członków. 
W wyborach do rad osiedli 20 maja 2007 roku udział wzięło 356 głosujących, co stanowiło frekwencję na poziomie 3,53%.

## Sport
Na terenie osiedla funkcjonuje klub piłkarski Arkonia Szczecin.

## Zdjęcia

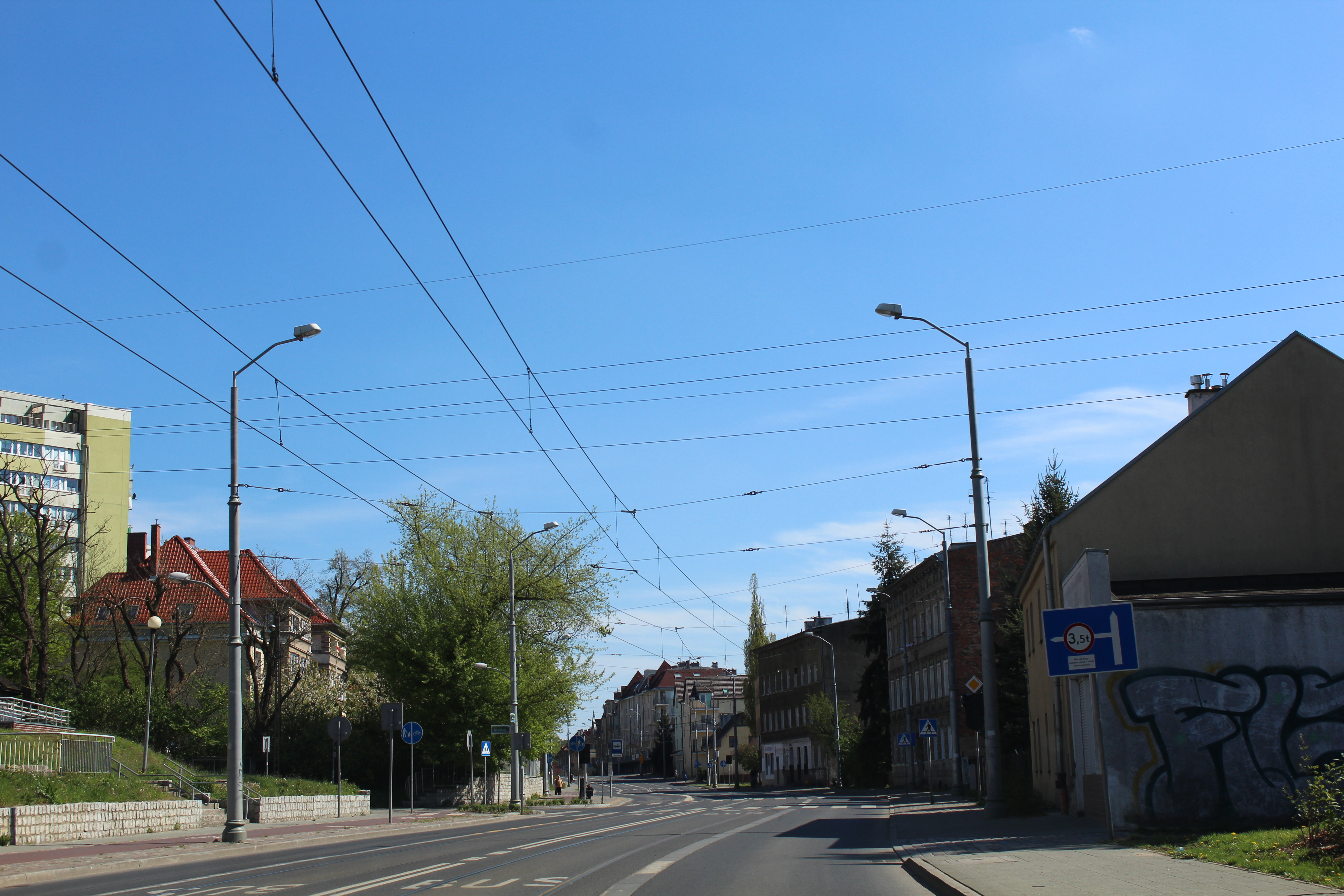
Ulica Arkońska
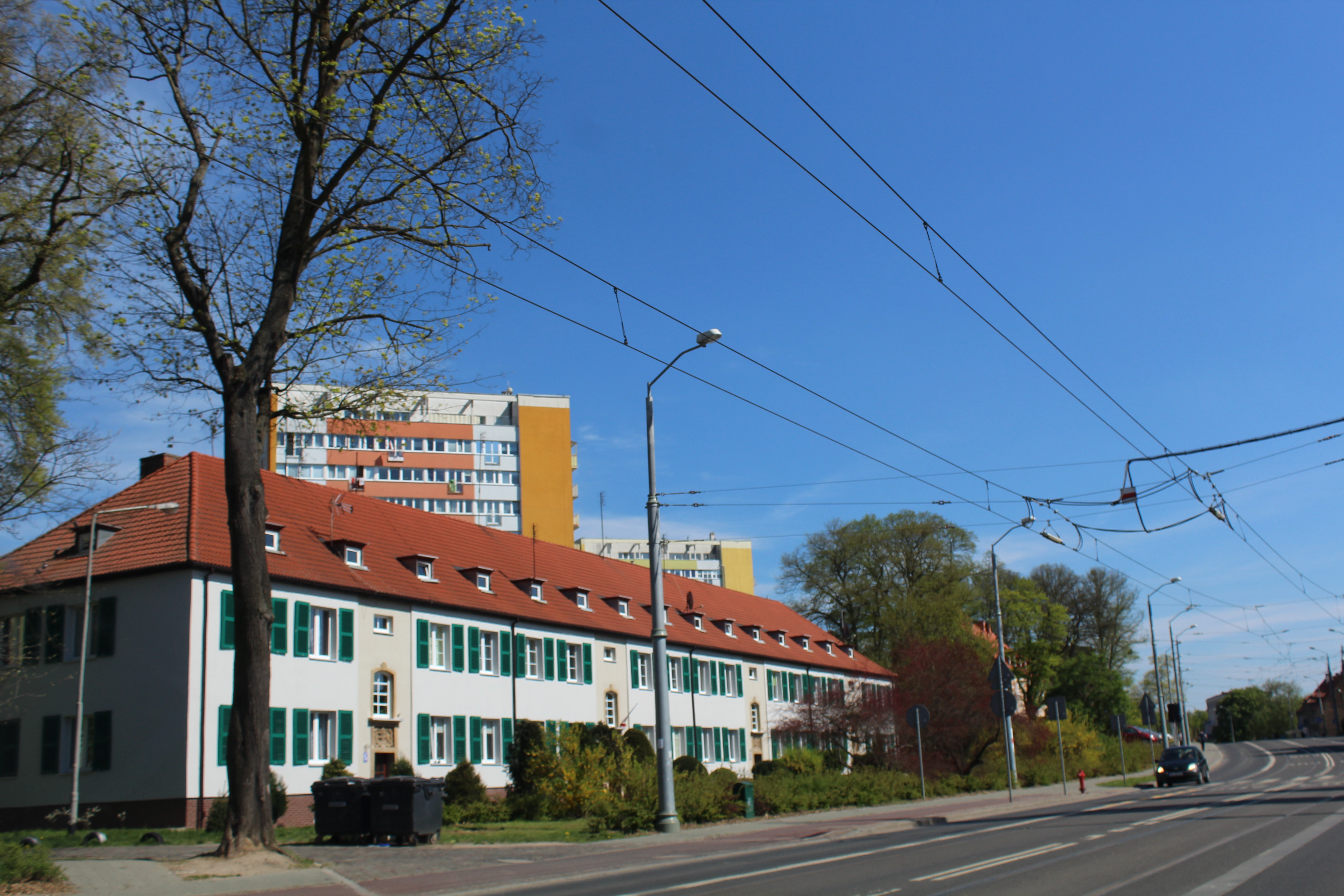
Przedwojenny dom przy ul. Arkońskiej
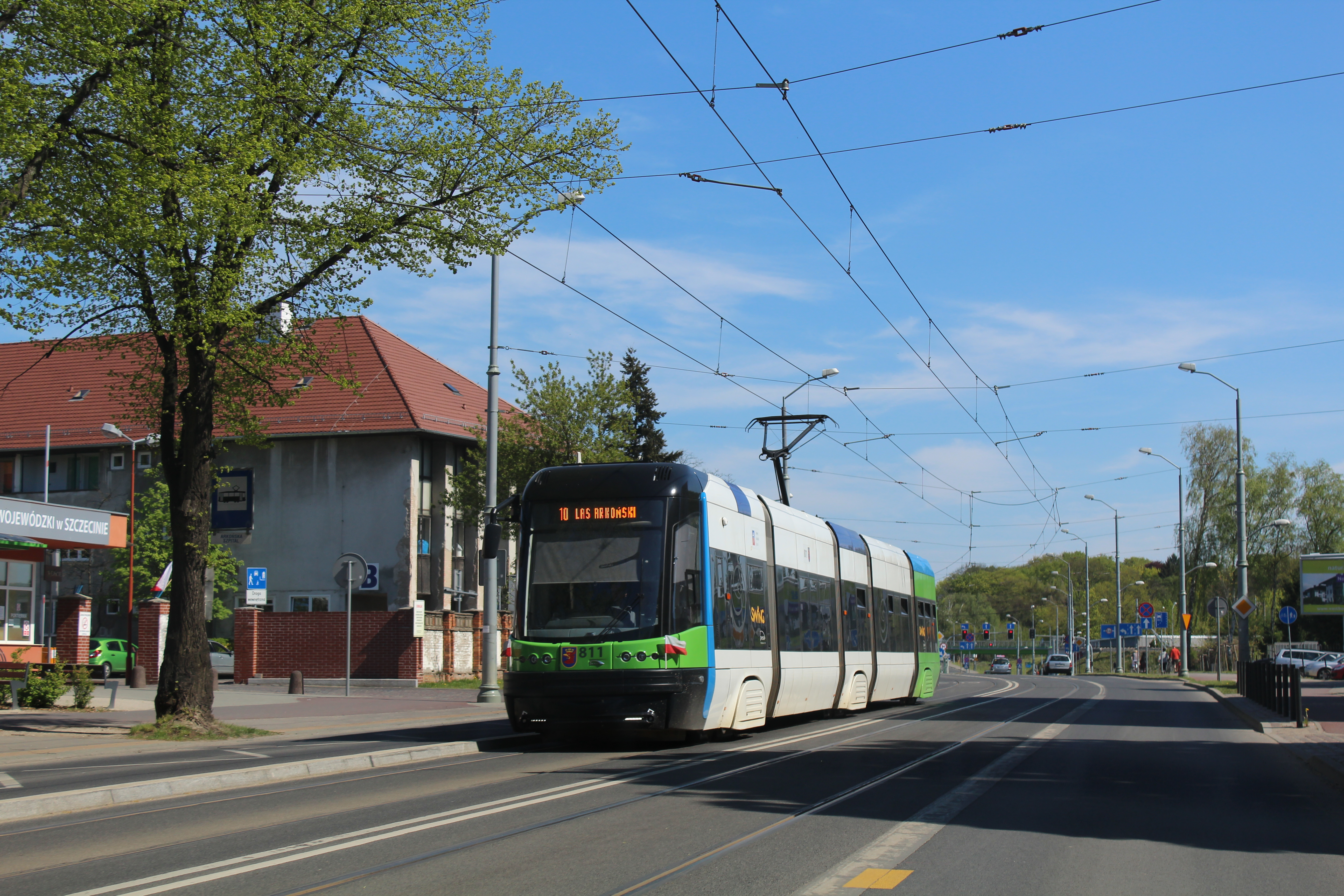
Tramwaj linii 10 przed Szpitalem Wojewódzkim
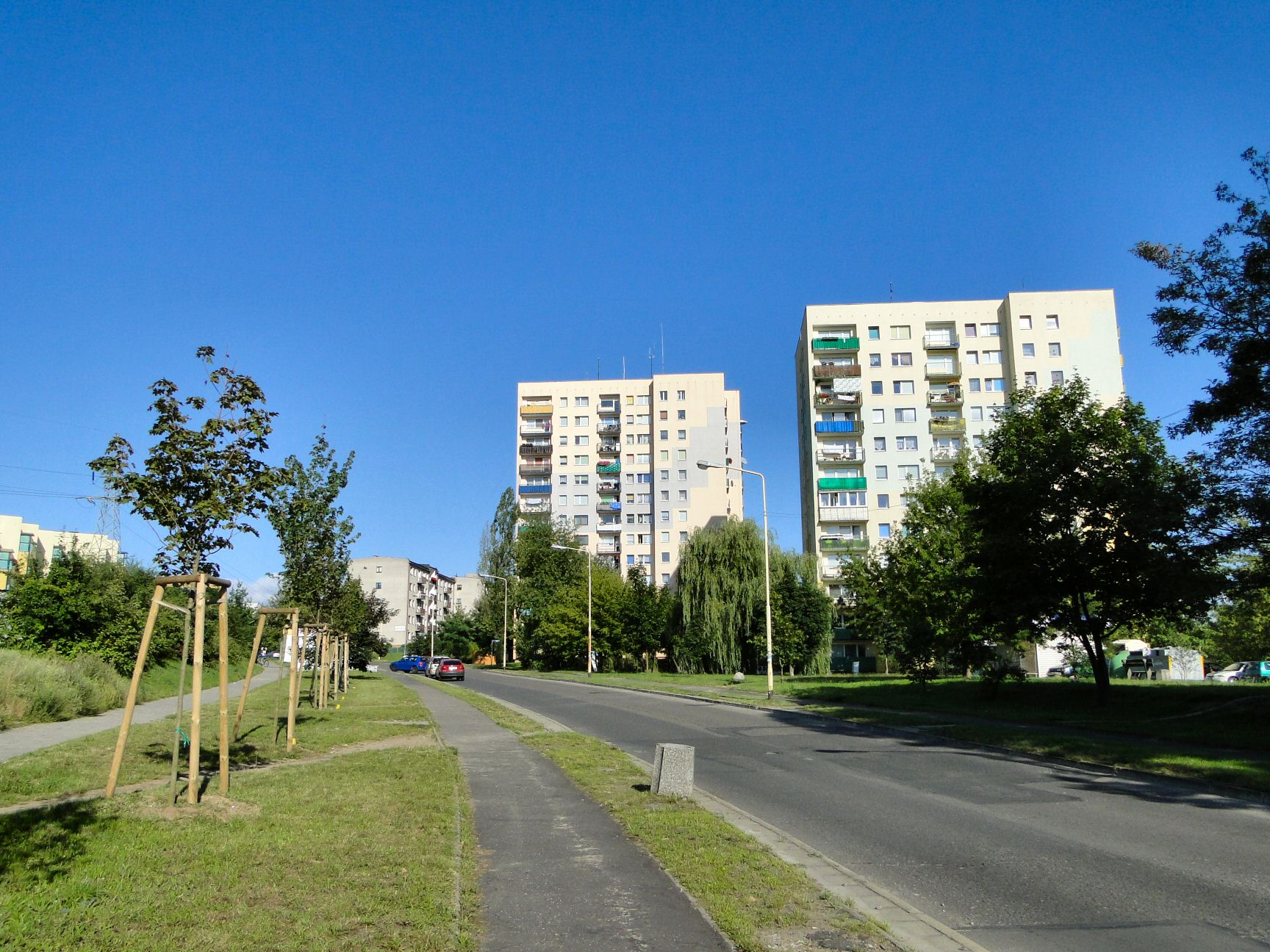
Zabudowa osiedla
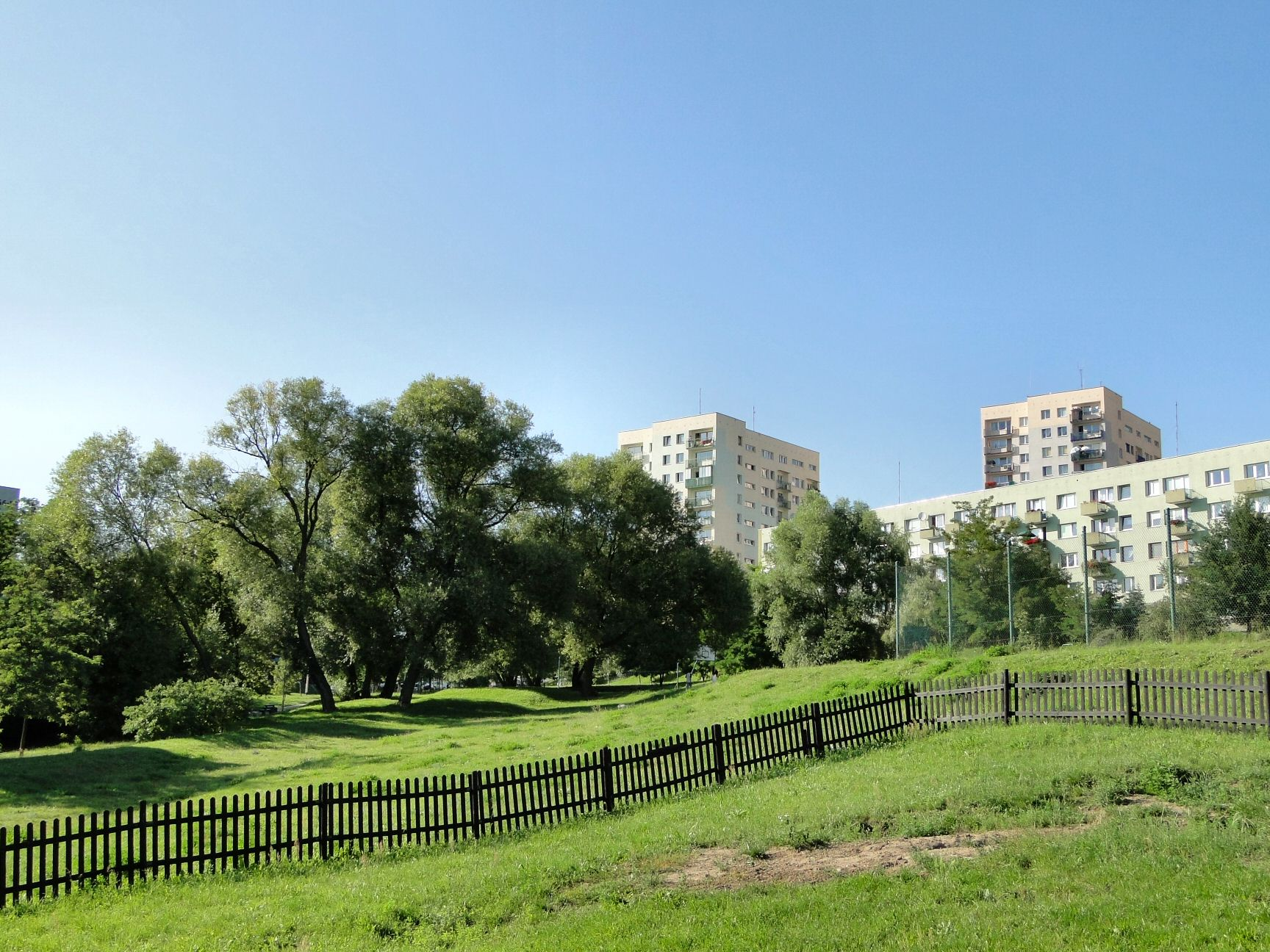
Tereny zielone na osiedlu